# Killingholmen, Helsingfors
Killingholmen, finska: Killingholma, är en ö i Finland. Den ligger i Finska viken och i kommunen Helsingfors i den ekonomiska regionen  Helsingfors i landskapet Nyland, i den södra delen av landet. Ön ligger nära Helsingfors.
Öns area är 2,7 hektar och dess största längd är 250 meter i nord-sydlig riktning. Ön höjer sig omkring 15 meter över havsytan.